# إينوك هود
إينوك هود (بالإنجليزية: Enoch Hood)‏ (10 يناير 1861 في المملكة المتحدة - 6 فبراير 1940 في المملكة المتحدة) هو لاعب كرة قدم بريطاني (وحمل سابقاً جنسية المملكة المتحدة لبريطانيا العظمى وأيرلندا) في مركز الوسط. لعب مع بورت فايل.